# Älvkarleby (đô thị)
Đô thị Älvkarleby (tiếng Thụy Điển: Älvkarleby kommun) là một đô thị ở hạt Uppsala của Thụy Điển. Thủ phủ là thị xã Älvkarleby.